# بیلی دراگو
بیلی دراگو (انگلیسی: Billy Drago؛ زادهٔ ۱۸ سپتامبر ۱۹۴۹ - درگذشته ۲۴ ژوئن ۲۰۱۹) یک بازیگر سینما، و هنرپیشه اهل ایالات متحده آمریکا بود. وی از سال ۱۹۷۹ میلادی تاکنون مشغول فعالیت بوده‌است.

## گزیده فیلمشناسی
از فیلم‌ها یا برنامه‌های تلویزیونی که وی در آن نقش داشته‌است می‌توان به آثار زیر اشاره کرد.
- سوارکار رنگ‌پریده (۱۹۸۵)
- تسخیرناپذیران (۱۹۸۷)
- آزادراه (فیلم ۱۹۸۸) (۱۹۸۸)
- نیروی دلتا ۲: اتصال کلمبیا (۱۹۹۰)
- دیوانه تفنگ (۱۹۹۲)
- سایبورگ ۲ (۱۹۹۳)
- آینه، آینه ۳ (۱۹۹۵)
- زمان سگ دیوانه (۱۹۹۶)
- افسون‌شده (۱۹۹۹–۲۰۰۴)
- پرونده‌های ایکس (۲۰۰۰)
- اساتید وحشت (۲۰۰۶)
- تپه‌ها چشم دارند (۲۰۰۶)
- سوپرنچرال (۲۰۰۸)
- کودکان ذرت: پیدایش (۲۰۱۱)
- تخم‌ها به دیوار (فیلم) (۲۰۱۱)
- پایین پایین (۲۰۱۴)